# Dendrophthoe neelgherrensis
Dendrophthoe neelgherrensis là một loài thực vật có hoa trong họ Loranthaceae. Loài này được (Wight & Arn.) Tiegh. mô tả khoa học đầu tiên năm 1895.